# بوم‌شناسی فاژی
باکتریوفاژها (فاژها)، به‌طور بالقوه پرشمارترین «جانداران» روی زمین، ویروسهای باکتری‌ها (به‌طور کلی‌تر، پروکاریوت‌ها) هستند.) بوم‌شناسی خواری مطالعه برهم‌کنش باکتریوفاژها با محیط آنهاست.

## بوم‌شناسی جمعیتی فاژی
بوم‌شناسی جمعیتی فاژی، مسائلی مانند نرخ رشد جمعیت فاژ و همچنین برهم‌کنش‌های فاژ-فاژ را که می‌تواند زمانی رخ دهد که دو یا چند فاژ یک باکتری واحد را جذب کنند، در نظر می‌گیرد.

## بوم‌شناسی اکوسیستم فاژ
یک اکوسیستم از هر دو اجزای زیستی و غیرزنده یک محیط تشکیل شده است. موجودات غیرزنده، زنده نیستند و بنابراین، یک اکوسیستم اساساً یک جامعه ترکیب‌شده با محیط غیرزنده‌ای است که آن اکوسیستم در آن وجود دارد. بوم‌شناسی اکوسیستم به‌طور طبیعی با بوم‌شناسی جامعه از نظر تأثیر جامعه بر این موجودات غیرزیست متفاوت است و برعکس. در عمل، بخشی از محیط غیرزنده که بیشتر مورد توجه بوم‌شناساان اکوسیستم است، مواد مغذی معدنی و انرژی است.
فاژها بر حرکت مواد مغذی و انرژی در اکوسیستم‌ها عمدتاً با کافت باکتری‌ها تأثیر می‌گذارند. فاژها همچنین می‌توانند از طریق رمزگذاری اگزوتوکسین‌ها (که زیرمجموعه‌ای از آن‌ها می‌توانند بافت‌های زیست‌شناختی جانوران زنده را حل کنند ) بر عوامل غیرزنده تأثیر بگذارند. بوم‌شناسان اکوسیستم فاژی در درجه اول به تأثیر فاژ بر چرخه جهانی کربن توجه دارند، به‌ویژه در زمینهٔ پدیده‌ای به نام حلقه میکروبی.